# Julian Delphiki
Pour les articles homonymes, voir Bean.
Julian Delphiki, dit Bean, est un personnage de fiction du Cycle d'Ender d’Orson Scott Card. Il est un personnage secondaire important de La Stratégie Ender et le personnage principal de la Saga des ombres.

## Biographie

### Petite enfance
Bean est un génie. À peine âgé de quatre ans, il survit dans les rues de Rotterdam où, ostracisé par les autres enfants des rues en raison de sa toute petite taille, il observe ses semblables, et apprend. D’abord les langues, néerlandais, standard, quelques bribes d’espagnol. Puis à lire. Et finalement, comment fonctionnent les sociétés, comment les groupes d’enfants s’organisent pour survivre à la rue.
Alors qu’il est à quelques jours de la mort, il approche Poke, une fillette de neuf ans à la tête d’une petite troupe de gamins des rues, et lui soumet son plan en échange de nourriture. C’est elle qui lui donne son nom : Bean, car il ne vaut même pas un haricot. Elle est toutefois convaincue par l’idée du petit enfant : utilisant les petits enfants de son groupe pour mettre à terre un enfant plus âgé et le forcer à protéger son groupe. La vie dans les rues est simple, les enfants les plus âgés, les « grandes brutes », tyrannisent les « petits » pour survivre, leur volant le peu de nourriture qu’ils peuvent trouver. Bean décide de tirer parti de cet état de fait en utilisant une grand brute pour protéger des groupes de petits et ainsi améliorer les conditions de survie de chacun.
Mais Poke choisit mal : elle jette son dévolu sur Achille, une grande brute affligée d’une jambe boiteuse, donc a priori plus faible. Bean s’y oppose et incite Poke à le tuer, ce qu’elle refuse. Ce faisant, elle perd instantanément son groupe, Achille lui volant sa place de chef en s’instaurant « papa » : la bande devient une « famille ». Il manœuvre habillement pour amener sa famille à manger facilement à la cuisine populaire, d’ordinaire monopolisée par les grands enfants qui éjectent les petits des files d’attente. Il assure leur protection, en améliore grandement leur quotidien. Mais Achille souffre d’un gros problème : il ne peut supporter que quelqu’un le voit en position de faiblesse. Ce travers dément le pousse à assassiner Poke. Bean assiste au meurtre sans être vu, et il fuit, sachant pertinemment qu’il est le prochain sur la liste.
Il se réfugie sous la garde de sœur Carlotta, une religieuse peu conventionnelle qui effectue des repérages auprès des enfants de la rue afin d’en sortir les plus intelligents pour leur donner une chance de s’en sortir, soit en leur faisant intégrer la F.I., soit en les plaçant dans de grandes écoles. Sous son éducation, Bean progresse très rapidement et passe avec succès les tests pour intégrer l’École de Guerre.

### L’École de Guerre
L’arrivée de Bean à l’École de Guerre ne le change que très peu de la rue : il est toujours marginalisé en raison de sa taille, situation aggravée par le fait qu’un enseignant, le capitaine Dimak, révèle à tous les enfants qui arrivent en même temps que Bean a obtenu les meilleurs résultats aux tests.
Pendant que le petit garçon fait ses premiers pas d’enfant-soldat, sœur Carlotta mène ses recherches et découvre l’origine de l’intelligence fulgurante de Bean : on a modifié chez lui un gène connu sous le nom de « clé d’Anton ». Enlevé avec vingt-trois autres embryons, il est manipulé génétiquement par le scientifique Constantine Volescu ; sa croissance menée à terme, il est étudié durant les huit ou neuf premiers mois de son existence au sein d’une clinique illégale, la « maison propre » dans les souvenirs du petit garçon. Quant l’activité de Volescu est découverte, Bean est le seul survivant, parvenant à se cacher dans le réservoir des toilettes jusqu’à être recueilli par un veilleur de nuit de chez qui il s’échappe quelques jours plus tard. Il avait à peine un an. Sœur Carlotta remonte jusqu’aux parents biologiques de Bean, Elena et Julian Delphiki, qui s’avèrent être les parents de Nikolaï, un autre enfant de l’École de Guerre qui se prend d’amitié pour Bean. Les deux enfants ignoreront longtemps leur filiation commune.
À l’École de Guerre, Bean est la hantise du colonel Graff, le responsable de l’école. Grâce à sa petite taille, l’enfant se glisse dans les conduits d’aération et espionne les enseignants, utilisant sa grande intelligence pour contourner les protections du système informatique de l’école et apprendre des quantités d’informations sur des sujets variés, allant de la situation sur Terre au fonctionnement de la station orbitale en passant par la liste complète des dossiers des élèves. Paradoxalement, le colonel Graff choisit de lui laisser la bride sur le cou afin d’apprendre à le connaître et à comprendre  son fonctionnement psychologique.
Bean découvre rapidement toute la gravité de la situation, et comment et pourquoi les enseignants leur mentent. Il réalise que les enfants sont en réalité formés pour commander une expédition humaine qui a été envoyée des décennies plus tôt vers les mondes des Doryphores, que le jeu de bataille qui est le centre de l’enseignant à l’époque n’est là que pour former certains enfants au commandement, dont Ender, l’enfant qui devra commander l’invasion humaine. Bean décide alors de travailler dans l’ombre, afin de seconder cet enfant qui le fascine au plus haut point et de mettre entre ses mains toutes les ressources dont il dispose. Il compose en secret une armée pour Ender, l’Armée du Dragon ; bien qu’en apparence constituée de rebuts et de bleus, Bean en a choisi les soldats en fonction de sa propre évaluation, établie grâce à leurs dossier.
Ender sera invaincu aux commandes de cette armée, et obtiendra finalement son diplôme et sa place à l’École de Commandement. Bean reste à l’École de Guerre et prend le commandement de l’Armée du Lapin, à laquelle on a affecté un bleu : Achille. Les retrouvailles tournent court, et Bean met en place un stratagème qui force Achille à avouer le meurtre de Poke, ainsi que ceux de six autres personnes, ce qui lui vaut l’exclusion de l’école et un internement sur Terre.
Finalement admis à l’École de Commandement lui aussi, Bean y retrouve les chefs de section et les amis d’Ender, qui seront ses sous-officiers pour l’invasion. Après une période d’entraînement sur simulateur où Bean assume le rôle de commandant intérimaire en attendant l’arrivée d’Ender, les combats réels commencent. Bean est le seul à en avoir conscience ; il a découvert par simple extrapolation l’existence de l’ansible, le moyen de communiquer instantanément à travers l’univers, et sait que la perte d'un vaisseau implique la mort de ses occupants. Il est aussi le remplaçant d’Ender, prêt à tout moment à prendre le commandement si Ender n’était plus en mesure de l'assurer, ce qui lui impose de suivre l’intégralité des batailles et pas seulement les combats des troupes à ses ordres. Durant l’ultime bataille, lorsque Ender lance dans un geste d’abandon la totalité de ses forces dans une charge suicidaire, Bean, prenant brièvement les commandes à la place d’Ender, dit adieu aux hommes de la force d’invasion à l’insu des autres enfants.
Après la victoire contre les Doryphores et la fin de la brève guerre de la Ligue, Bean fait ses adieux à Ender et regagne la Terre et sa nouvelle famille en compagnie de son frère, Nikolaï.